# فيل وات
فيل وات (بالإنجليزية: Phil Watt)‏ هو لاعب كرة قدم بريطاني في مركز الدفاع، ولد في 10 يناير 1988 في روثرهام ‏ في المملكة المتحدة. لعب مع نادي بوسطن يونايتد ونادي كوربي تاون ونادي لينكولن سيتي.